# Praomys jacksoni
Praomys jacksoni es una especie de roedor de la familia muridae. Se encuentra en países como Angola, Burundi, Camerún, República del Congo, República democrática del Congo, República Centroafricana, Guinea Ecuatorial, Gabón, Nigeria, Sudán del Sur, Kenya, Guinea, Ruanda, Tanzania, Uganda y Zambia.

## Distribución geográfica
Se encuentra en Angola, Burundi, Camerún, República Centroafricana, República del Congo, República Democrática del Congo, Guinea Ecuatorial, Gabón, Guinea, Kenia, Nigeria, Ruanda, Sudán, Tanzania, Uganda, y Zambia.

## Hábitat
Su hábitat natural son: zonas subtropicales o tropicales bosques, montañas, la tierra de cultivo, y en gran medida los bosques antiguos degradados.